# 俞国斌
俞国斌（1923年—1974年9月13日），中华民国外交官、大使。浙江奉化人。1974年遭大使館座車司機開槍暗杀身亡。

## 生平简历
1923年，生于浙江省奉化县（今宁波市奉化区）。抗日战争期间，就读于复旦大学（位于陪都重庆），于经济系毕业。1949年，随两蒋赴台湾。
在中华民国（台湾）外交部任职，先后担任曾任中华民国驻纽约代总领事、总领事。1967年5月16日（星期二），引见美国华人物理学家李政道、吴健雄、袁家骝等人予访美的船王董浩云。
后担任中南美洲中华民国驻洪都拉斯大使。任上签订中华民国（台湾）与洪都拉斯的经济援助、农业技术援助协议。
1974年9月13日，在洪都拉斯大使任上被其座车司机刺杀身亡。另说，俞国斌当时卧病在床，其司机是洪都拉斯土人，被人收买后潜入俞大使官邸，开枪将俞打死。

## 家世
出自奉化南门俞氏，是俞镇臣三子。有兄俞国华，台湾金融要人。叔俞飞鹏，堂兄弟俞济时、俞济民均为中华民国军政要人。
夫人郭慧之（1925年－2009年），安徽合肥人，美籍华人电脑工程师，曾任职于IBM美国纽约总部。2009年因病逝世于纽约。

## 与蒋家关系
蒋中正前任夫人陈洁如与蒋离婚后，曾在美国期间撰写回忆录，但稿件不久失窃。据传1964年初，为当时中华民国驻联合国总部中文科科长赖琏串同驻纽约总领事俞国斌没收销毁。
俞国斌父亲俞镇臣为蒋中正同学、结拜兄弟。而奉化三俞均为两蒋肱股之臣。兄俞国华辅佐蒋经国，是台湾经济腾飞的主要推手之一。
蒋经国访美期间，俞国斌陪伴左右，是“刺蒋案”的当事人物。